# Trond Larsen
Pour les articles homonymes, voir Larsen.
Trond Larsen, né le 4 février 1990, est un coureur cycliste finlandais.

## Biographie
En juin 2024, il devient champion de Finlande du contre-la-montre chez les élites. Il remporte également ce titre en 2025. 

## Palmarès et résultats

### Par année
- 2017
  - 2e du championnat de Finlande sur route
- 2018
  - 3e du championnat de Finlande du contre-la-montre
- 2021
  -  Champion de Finlande du contre-la-montre par équipes
- 2022
  -  Champion de Finlande du contre-la-montre par équipes
- 2023
  - 3e du championnat de Finlande du contre-la-montre
- 2024
  -  Champion de Finlande du contre-la-montre
- 2025
  -  Champion de Finlande du contre-la-montre

### Classements mondiaux
| Année           | 2017 | 2018   | 2019 | 2020 | 2021 | 2022 | 2023   |
| --------------- | ---- | ------ | ---- | ---- | ---- | ---- | ------ |
| UCI Europe Tour | 926e | 1 135e |      |      |      |      | 1 344e |